# خوش تازة
خوش‌ تازة هي قرية في مقاطعة خدا أفرين، إيران. عدد سكان هذه القرية هو 32 في سنة 2006.